# Nadir Rüstəmli
Nadir Rustamli (em azeri: Nadir Rüstəmli; Salyan, Azerbaijão, 9 de julho de 1999), é um cantor azeri, mais conhecido por ter representado o Azerbaijão no Youthvision International Song Contest em 2019, ficando em segundo lugar e ter vencido o concurso The Voice Azerbaijão 2022. Ele representou o Azerbaijão no Festival Eurovisão da Canção 2022 onde acabou por ficar em 15.º lugar.. 